# Bredia fordii
Bredia fordii là một loài thực vật có hoa trong họ Mua. Loài này được (Hance) Diels mô tả khoa học đầu tiên năm 1933.